# Phyllostachys viridis
Espèce
Classification phylogénétique
Phyllostachys viridis, ou Phyllostachys sulphurea var. viridis, est une espèce de bambou du genre Phyllostachys.
C'est un bambou spectaculaire, géant, et particulièrement décoratif. Il atteint 8 à 10 m de hauteur dans de bonnes conditions.
Son feuillage est vert clair, parfois strié de jaune. Les chaumes sont verts, pruinés de blanc bleuté, d’une épaisseur de 4 à 10 cm. 
Cette espèce est rustique, résistante au froid jusqu'à -20 °C, elle ne supporte pourtant pas les excès d'eau.  

## Remarque
Si cela se confirme, l'espèce pourrait être rabaissée au rang de variété de l'espèce Phyllostachys sulphurea.